# 伐迦陀迦
伐迦陀迦王朝（IAST：Vākāţaka）是3世纪至5世纪时存在于印度中部和南部的一个重要王国。

## 简介
伐迦陀迦的统治区域包括今印度中央邦和马哈拉施特拉邦的部分地区（主要在德干）。他们是在南印强大的百乘王朝（统治中心在案达罗）分崩离析后趁势崛起的。有些学者认为，伐迦陀迦人可能是来自北方的入侵者塞人的后代。往世书提到伐迦陀迦政权的建立者叫文底耶沙克提，关于此人，历史学家掌握的的史料很少，只是在阿旃陀石窟的第16窟的铭文上提到他出身于婆罗门种姓，是“伐迦陀迦家族的旗手”。对于文底耶沙克提的继承者贵军一世，人们同样所知甚少。他似乎曾与纳加人交战过。由于他的征服活动，伐迦陀迦的领土扩张至北到本德尔肯德，南抵海德拉巴，是南印最大的国家。根据铭文和往世书里半历史半神话的描述，学者们推断在贵军一世死后，伐迦陀迦就分裂了。他的儿子和孙子们分成4个独立的支系。关于其中两个，人们一无所知。另两个支系，分别以其重要中心或都城命名，可称为补罗婆罗补罗-难提伐弹那支系和婆蹉瞿尔摩支系。补罗婆罗补罗-难提伐弹那支系是贵军一世的孙子楼陀罗西那一世建立的，统治中心包括补罗婆罗补罗（在今沃尔塔）和难提伐弹那（在今那格浦尔）。这个支系与北方强大的笈多王朝有联姻关系，这种联姻里最著名的是笈多王朝的旃陀罗笈多二世（“超日王”）的女儿波罗婆嚩底笈多与伐迦陀迦的楼陀罗西那二世结婚。很可能，在这次联姻之后的一段时间里，伐迦陀迦失去了独立性，成了笈多帝国的一部分。补罗婆罗补罗-难提伐弹那支系的最终结局不明，可能是被婆蹉瞿尔摩支系吞并。婆蹉瞿尔摩支系的建立者是贵军一世的次子萨婆西那，其都城在婆蹉瞿尔摩（今沃希姆）。这一支系因与阿旃陀石窟的关系而出名。他们可能是佛教的庇护者，阿旃陀石窟（印度现存最宏伟的佛教石窟群）中有许多部分（第1、2、16和17窟）是在他们的资助下建成的；伐迦陀迦诸王的名字也大多发现于阿旃陀石窟。在5世纪末诃梨西那统治时期，该支系进行了一次大规模扩张，东西两侧都扩张到沿海地区，但似乎之后就立刻衰落了。婆蹉瞿尔摩支系灭亡于6世纪初，原因不明。

## 文化
伐迦陀迦王朝的君主似乎都是印度教（尤其是湿婆派）信徒。他们举行过传统的马祭。然而从阿旃陀石窟的情况看，他们无疑也资助佛教，这说明他们采取的是一种兼容政策。伐迦陀迦诸王也支持梵语文学的发展，据说笈多时代最伟大的梵语诗人迦梨陀娑曾在他们的宫廷居住过。

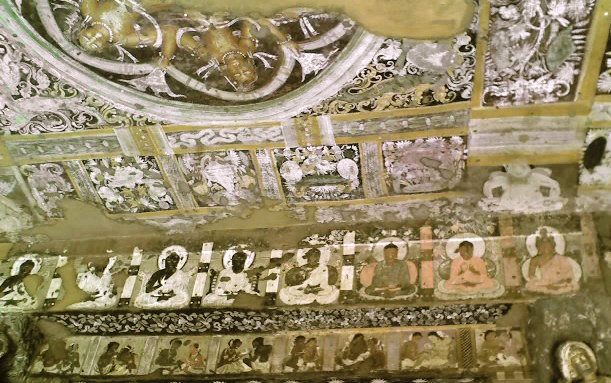
由伐迦陀迦王朝支持建设的阿旃陀石窟第17窟的入口

## 历代君主
- 文底耶沙克提（250年 - 270年）
- 贵军一世（波罗婆罗西那一世，270年 - 330年）

### 补罗婆罗补罗-难提伐弹那支系
- 楼陀罗西那一世（330年 - 355年）
- 普利色毗西那一世（地军一世，355年 - 380年）
- 楼陀罗西那二世（380年 - 385年）
- 地婆诃罗西那（385年 - 400年）
  - 波罗婆嚩底笈多（旃陀罗笈多二世的女儿；摄政，385年 - 405年）
- 达牟陀罗西那（400年 - 440年）
- 那烂陀罗西那（440年 - 460年）
- 普利色毗西那二世（地军二世，460年 - 480年）

### 婆蹉瞿尔摩支系
- 萨婆西那（330年 - 355年）
- 文底耶西那，文底耶沙克提二世（355年 - 400年）
- 贵军二世（波罗婆罗西那二世，400年 - 415年）
- 名字失传（415年 - 450年）
- 提婆西那（天军，450年 - 475年）
- 诃梨西那（475年 - 约500年）

## 资料来源
- Mahajan V.D. ，《古代印度》，新德里：S. Chand；ISBN 81-219-0887-6
- 《古印度-从起源至公元13世纪》，玛瑞里娅·阿巴尼斯著，中国水利水电出版社，ISBN 7-5084-2649-5
- 《印度古代史纲》，林承节著，光明日报出版社，ISBN 7-80145-355-7